# Pseudophiaris sappadana
Pseudophiaris sappadana är en fjärilsart som beskrevs av Della Beffa och Rocca 1937. Pseudophiaris sappadana ingår i släktet Pseudophiaris och familjen vecklare. Inga underarter finns listade i Catalogue of Life.